# FC St. Bernard’s
FC St. Bernard’s (offiziell: St. Bernard’s Football Club) war ein schottischer Fußballverein aus Edinburgh. Der Club wurde 1878 gegründet und spielte in der Scottish Football League. Größter Vereinserfolg war der Gewinn des Scottish FA Cup 1895. 1943 musste der Club das Royal Gymnasium Ground verkaufen und stellte daraufhin den Spielbetrieb ein.